# Jovo Stanojević
Jovo Stanojević (en serbe : Јово Станојевић), né le 27 septembre 1977, à Sombor, en République socialiste de Serbie, est un ancien joueur serbe de basket-ball. Il évolue au poste de pivot.

## Palmarès
- Champion de Yougoslavie 1998, 2002
- Champion d'Allemagne 2003
- Coupe d'Allemagne 2002, 2006
- Coupe de Pologne 2008
- MVP du championnat d'Allemagne 2003, 2006
- Vainqueur de l'Universiade d'été de 2001
- 3e des Jeux méditerranéens de 1997
- 3e du championnat du monde des moins de 22 ans 1997
- 3e du championnat d'Europe des 22 ans et moins 1996
- Champion d'Europe des 22 ans et moins 1998